# Antecedente (linguistica)
L'antecedente è la prima metà di un periodo ipotetico, introdotto dalla congiunzione "se", mentre la seconda parte solitamente inizia con l'avverbio "allora". Tale proposizione è detta anche protasi.
Esempi:
- Se {\displaystyle P}, allora {\displaystyle Q}.

Questa è una formulazione non logica di una proposizione ipotetica. P si dice antecedente e Q si dice conseguente. In una implicazione, se {\displaystyle \phi } implica {\displaystyle \psi }, allora {\displaystyle \phi } si dice antecedente e {\displaystyle \psi } si dice conseguente. 
Antecedente e conseguente sono collegati da un connettivo logico per formare una proposizione.
Esempi:
- Se x è un uomo, allora x è mortale.
- Sia {\displaystyle y=x+1}. Se {\displaystyle x=1}, allora {\displaystyle y=2}